# Союз ТМА-10М
«Союз ТМА-10М» — российский пассажирский транспортный пилотируемый космический корабль, на котором был осуществлён полёт к Международной космической станции трёх участников экспедиций МКС-37/МКС-38. Это 117-й пилотируемый полёт корабля типа «Союз», начиная с первого полёта в 1967 году. Запуск корабля выполнен 25 сентября 2013 года, посадка спускаемого аппарата состоялась 11 марта 2014 года.

## Экипаж
- (ФКА) Олег Котов (3-й космический полёт) — командир экипажа;
- (ФКА) Сергей Рязанский (1) — бортинженер;
- (НАСА) Майкл Хопкинс (1) — бортинженер.

## Дублёры
- (ФКА) Александр Скворцов (2-й космический полёт) — командир экипажа;
- (ФКА) Олег Артемьев (1) — бортинженер;
- (НАСА) Стивен Суонсон (3) — бортинженер.

## История
Ключевые события (указано московское время):
- 26 сентября 2013 года в 00 ч. 58 мин. 50 сек. корабль «Союз ТМА-10М» с экипажем на борту стартовал на ракете-носителе Союз-ФГ с площадки № 1 (Гагаринский старт) космодрома Байконур[2].
- 26 сентября 2013 года в 06 ч. 45 мин. 27 сек. успешно осуществлена стыковка корабля с модулем «Поиск» российского сегмента МКС[3].
- 26 сентября 2013 года между 8:25 и 8:55 космонавты открыли переходные люки между кораблём и станцией, состоялась встреча экипажей[4].
- 9 ноября 2013 года в 18 часов 34 минуты по московскому времени российские космонавты Олег Котов и Сергей Рязанский открыли выходной люк стыковочного отсека «Пирс» и приступили к работе на внешней поверхности Международной космической станции. В течение пяти часов 50 минут космонавты выполнили работы по проведению эстафеты олимпийского огня, а также проведения регламентных технических работ с оборудованием станции (демонтаж площадки «Якорь» с переходного отсека служебного модуля «Звезда», установка съемного поворотного поручня на выносное рабочее место, демонтаж арретира (транспортировочный кронштейн фиксации приводов) двухосной платформы наведения, отключение моноблока РК-21-8 космического эксперимента «СВЧ-радиометрия», фиксация жгута кабелей на моноблоке, фотосъёмка экранно-вакуумной теплоизоляции на внешней поверхности РС МКС). Внекорабельная деятельность — 36 была завершена 10 ноября 2013 года в 00 часов 24 минуты по московскому времени. Для Олега Котова это стал четвёртый выход в открытый космос. Сергей Рязанский вышел в открытый космос впервые[5].
- 28 декабря 2013 года С. Рязанский и О. Котов совершили выход в открытый космос. Российские космонавты установили рекорд по пребыванию в открытом космосе в российских скафандрах «Орлан-МК» (производство НПП «Звезда»), проведя в космосе восемь часов семь минут[6].
- 27 января 2014 года С. Рязанский и О. Котов произвели монтаж камеры высокого разрешения (HRC) и камеры среднего разрешения (MRC) на служебном модуле «Звезда». Продолжительность выхода в открытый космос составила 6часов 08 минут[7].
- 11 марта 2014 года в 7 часов 24 минуты спускаемый аппарат транспортного пилотируемого корабля «Союз ТМА-10М» совершил посадку в заданном районе юго-восточнее города Жезказган (Республика Казахстан). Посадка прошла в штатном режиме[8]. Посадка была произведена на день раньше, чем предполагалось[9].

## Интересные факты
- Талисманом-индикатором невесомости во время полёта экипажа уже в третий раз стала игрушка — чёрный кот по имени Димлер (назван по первым слогам имён детей О. Котова — Димы и Леры)[10].
- Автором эмблемы экипажа является дочь космонавта Олега Котова[11].
- На время космического полёта каждый член основного экипажа выбрал для себя неформальный образ персонажа из художественного фильма «Кин-дза-дза!»[12].

## Фотогалерея

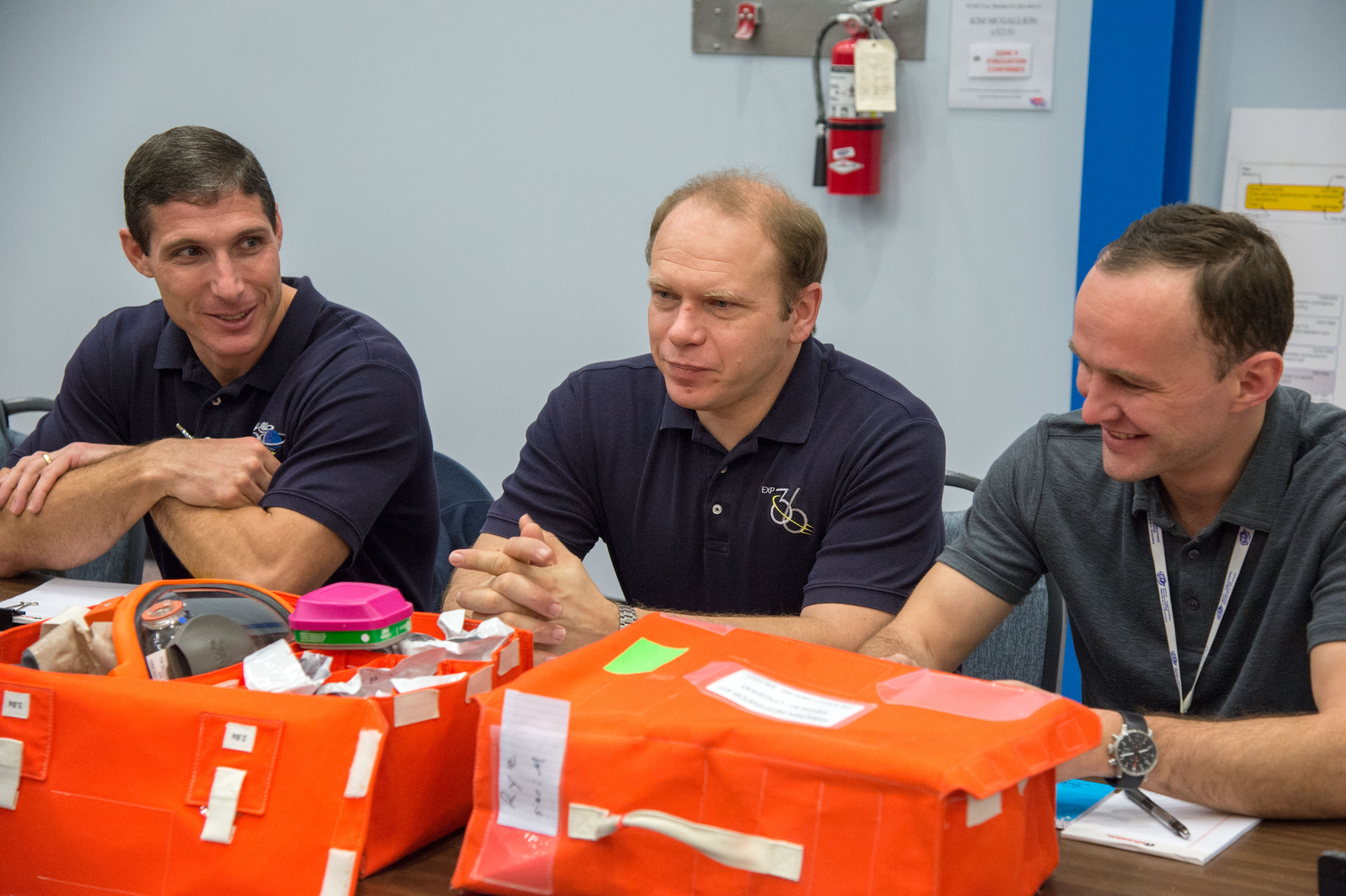
Экипаж на тренировке в Космическом центре имени Джона Ф. Кеннеди
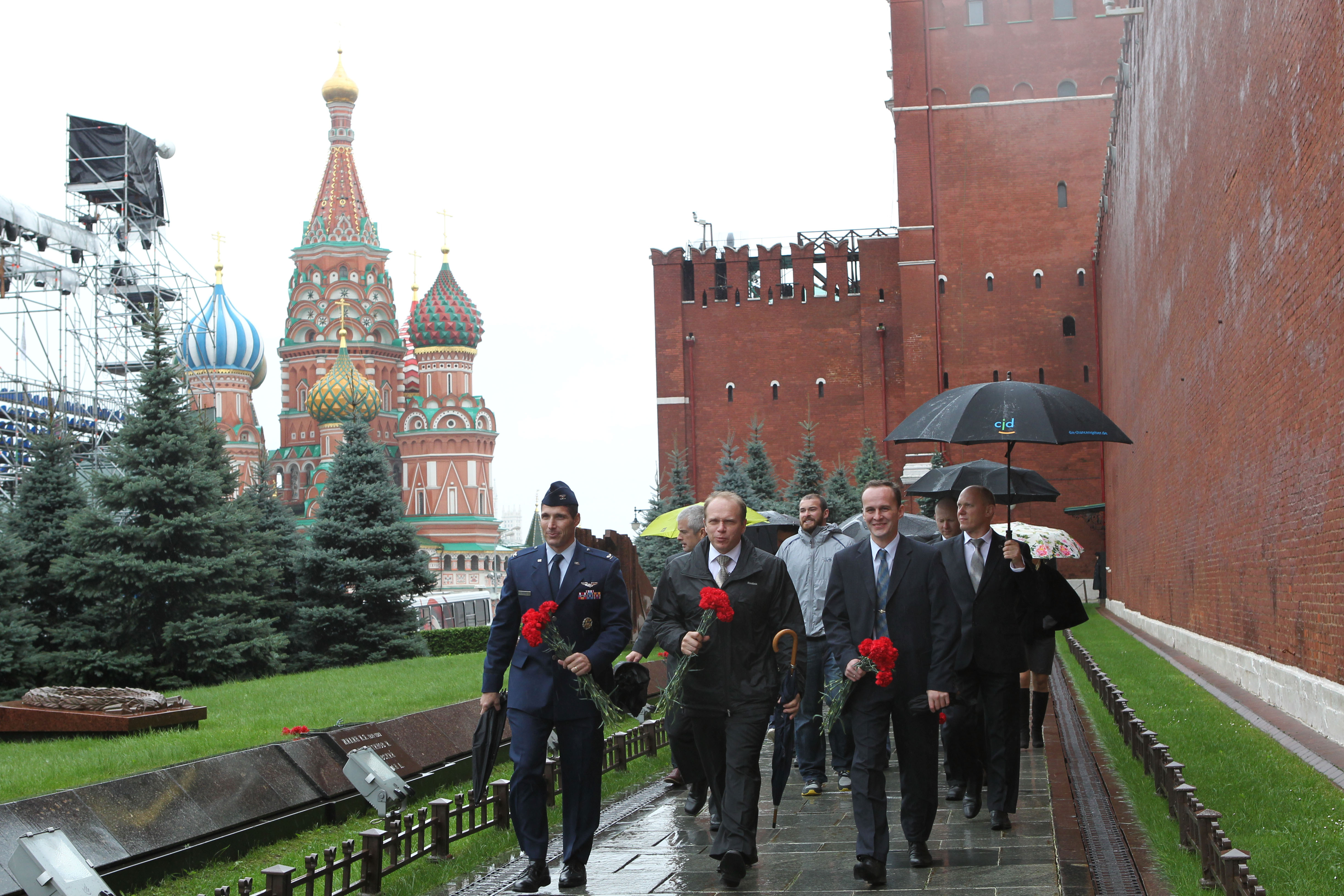
Экипажи корабля на Красной площади 6 сентября 2013 года
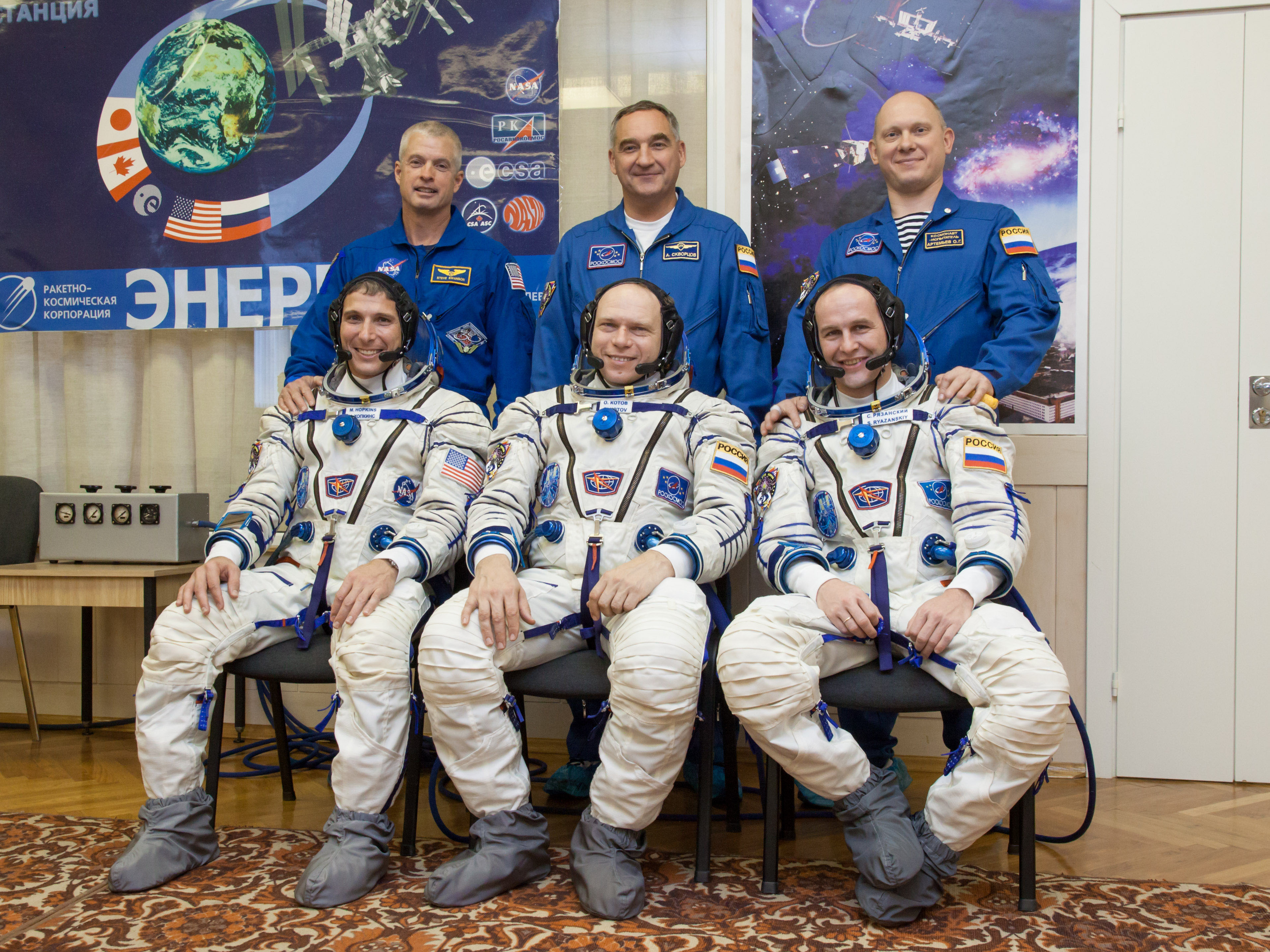
Экипажи корабля на Байконуре
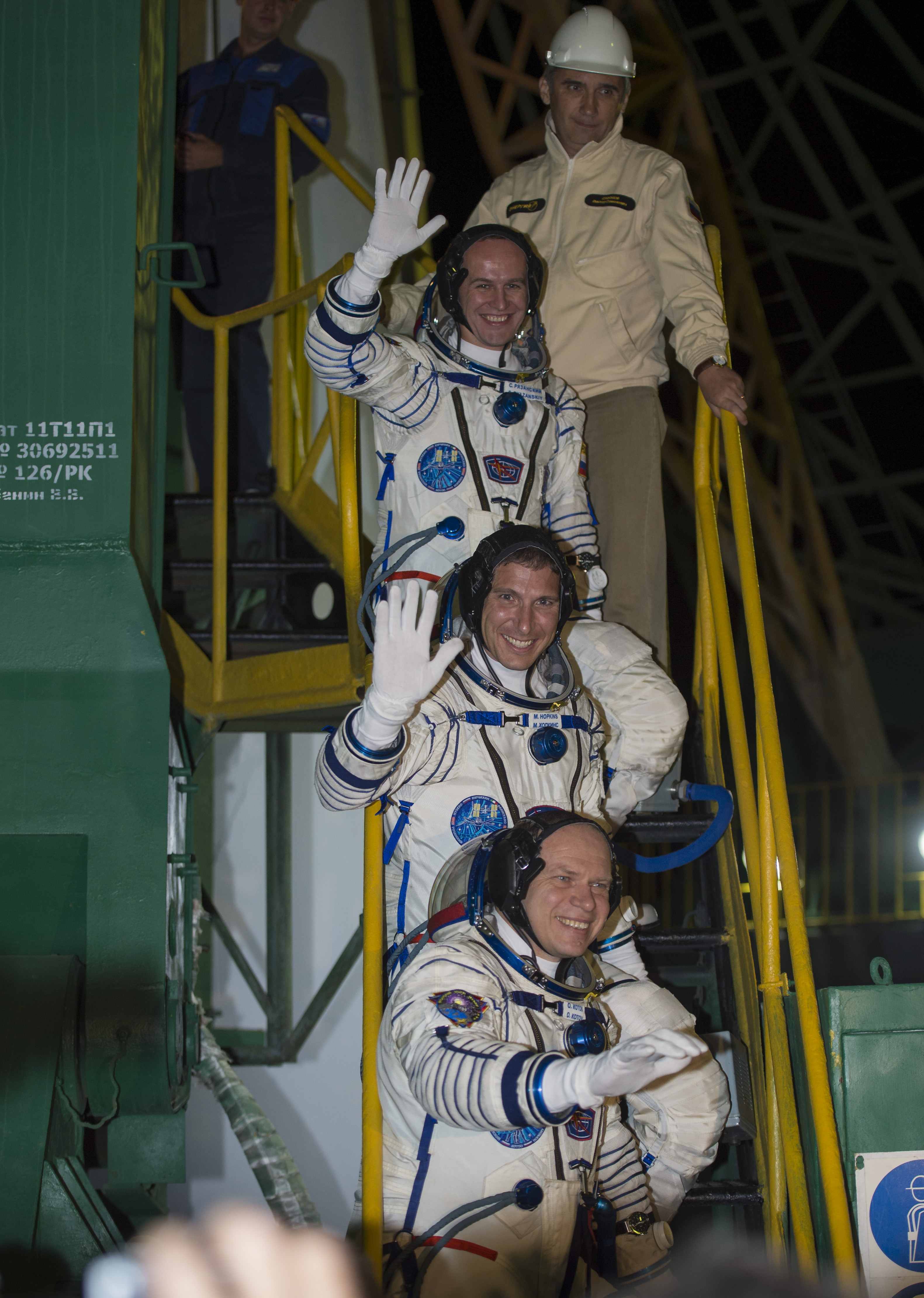
Экипаж корабля перед стартом
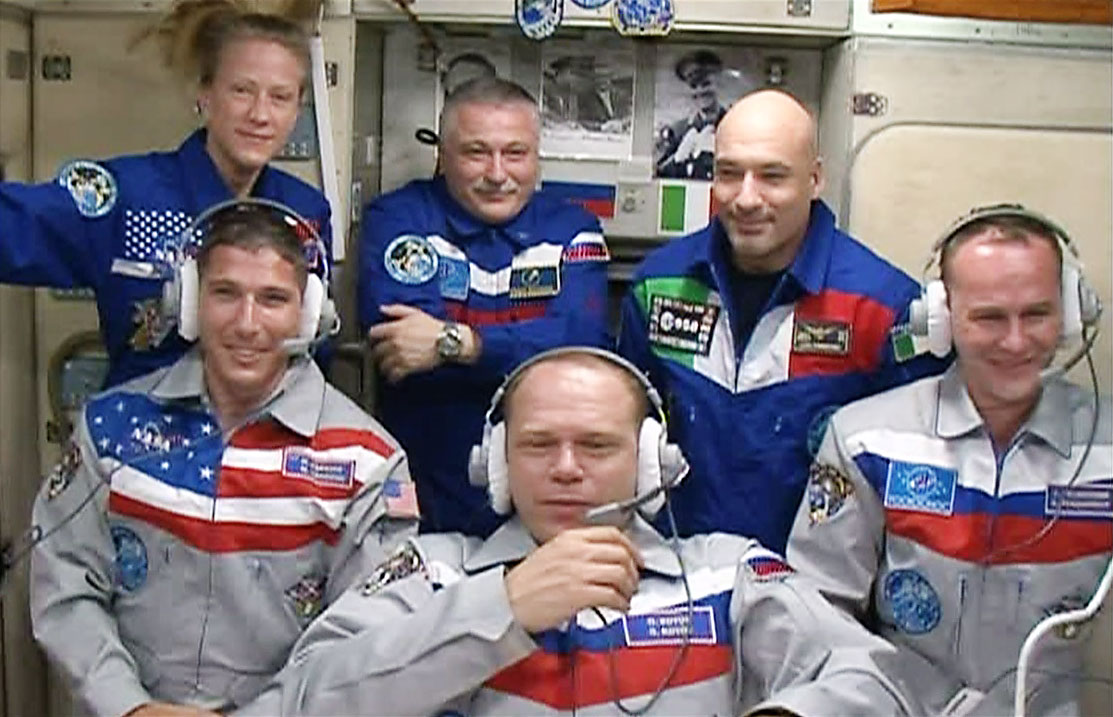
Экипаж «Союз ТМА-10М». Первый день на МКС